# Hans Christian Sørensen
Hans Christian "Drigstrup" Sørensen (Drigstrup, Kerteminde, Dinamarca Meridional, 11 d'octubre de 1900 – Drigstrup, Kerteminde, 23 de gener de 1984) va ser un gimnasta artístic danès que va competir a començaments del segle xx.
El 1920 va prendre part en els Jocs Olímpics d'Anvers, on va guanyar la medalla de plata en el concurs per equips, sistema suec del programa de gimnàstica.